# Juan Luis Cipriani Thorne
Juan Luis Cipriani Thorne (Lima, 1943. december 28. –) római katolikus pap, a Limai főegyházmegye nyugalmazott érseke, bíboros.

## Élete
Mielőtt 1962-ben csatlakozott az Opus Dei-hez mérnökként dolgozott, és profi kosárlabdázó volt. A Navarrai Egyetemen teológiából doktorált, majd 1977. augusztus 21-én felszentelték az Opus Dei Prelatúra szolgálatára. 

### Püspöki pályafutása
1988. május 23-án kinevezték címzetes püspökké és az Ayacucho o Huamanga főegyházmegye segédpüspökévé, szentelésére július 3-án került sor. 1995. május 13-án a főegyházmegye érsekévé nevezték ki. 1990 és 1999 között a Kléruskongregáció tanácsadója volt. 1999. január 9-én a Limai főegyházmegye élére nevezték ki. 2000 januárjában megválasztották a Perui Püspöki Konferencia második alelnökévé. II. János Pál pápa a 2001. február 21-i konzisztóriumon bíborossá kreálta. Részt vett a 2005-ös konklávén, amely megválasztotta XVI. Benedek pápát, valamint a 2013-as konklávén, amely Ferenc pápát választotta Róma püspökévé. 2014. március 8-án a pápa kinevezte a Gazdasági Tanács tagjává.